# Rabbia furiosa - Er canaro
Rabbia Furiosa - Er canaro è un film del 2018 diretto da Sergio Stivaletti.
La pellicola è ispirata al delitto del Canaro, l'omicidio del pugile dilettante Giancarlo Ricci avvenuto a Roma nel 1988 per mano di Pietro De Negri, soprannominato er canaro per via della sua attività di toelettatore di cani. Insieme a Dogman di Matteo Garrone, è uno dei due film ispirati a tale vicenda usciti nello stesso anno.

## Trama
Nella periferia del Mandrione, Fabio torna in libertà dopo otto mesi di prigione per una pena scontata al posto dell'amico Claudio. Claudio nel frattempo ha ripristinato e modernizzato il negozio di toelettatura per cani di Fabio, facendo quasi intendere di voler essere perdonato dall'amico. Fabio è un uomo mite, gentile e deciso a riprendere la sua vita con la moglie, la figlia e la sua attività di toelettatore per cani (in romanesco "er canaro"). Ma le cose prendono un'altra piega. Il rapporto con Claudio, ex pugile che punta a diventare un boss del quartiere dove vige ancora la legge del più forte, ma anche lui sottomesso a un boss che lo comanda, evolverà nel segno della sudditanza e delle vessazioni.
Si succederanno episodi di prepotenza e umiliazione (come ad esempio un rossetto "regalo" alla figlia fatto da uno degli scagnozzi di Claudio) che porteranno Fabio a un crescendo di odio e rancore. A causa delle continue visite di un commissario di Polizia al negozio di Fabio, Claudio pensa che il suo "amico" stia facendo la spia sui suoi traffici illeciti con le lotte clandestine tra cani e decide di punire Fabio in maniera cruenta: gli violenta la moglie davanti mentre è immobilizzato con una pistola da un suo complice e con un calcio uccide il cagnolino tanto amato da Fabio.
Dopo l'ennesima violenza fisica e psicologica, sotto l'effetto di una potente droga che sta smerciando per conto di un'altra persona, Fabio si vendicherà in modo inaspettatamente crudele. Con un inganno riesce a far entrare Claudio in una gabbia nel suo negozio e dà inizio a una serie di atroci sevizie fino ad arrivare all'omicidio. Quando il commissario entra nel locale in cerca di Claudio per arrestarlo al culmine di una retata, vede il cadavere martoriato del pugile, mentre da una vasca piena di sangue esce Fabio con un'arma da taglio in mano. Il commissario non può fare altro che ucciderlo. Trova poi una borsa piena di soldi che lascia davanti alla casa di Fabio. Quando la moglie la apre, trova anche una lettera in cui Fabio le confida il suo amore e le dice che ora si trova in un luogo dove non soffre più, in compagnia dei suoi amati cani.

## Promozione
Il primo trailer del film viene diffuso in data 1º maggio 2018.

## Distribuzione
Il film è stato presentato in anteprima al Fantafestival nel novembre 2017 ed è stato distribuito nelle sale cinematografiche italiane a partire dal 7 giugno 2018. A giugno 2019 il film è stato proiettato al Teatro Italia di Gallipoli (Le), nell'ambito dell'Apulia Horror International Film Festival, dove Stivaletti è stato premiato.